# Torwolia tinbiene
Torwolia tinbiene is een pissebed uit de familie Desmosomatidae. De wetenschappelijke naam van de soort is voor het eerst geldig gepubliceerd in 2007 door Saskia Brix.